# L'amore e la violenza (Jake La Furia)
L'amore e la violenza è un singolo del rapper italiano Jake La Furia, pubblicato il 10 giugno 2022 come primo estratto dal terzo album in studio Ferro del mestiere.

## Descrizione
Il brano è stato realizzato in collaborazione con i rapper italiani Paky e 8blevrai. Contiene un campionamento del brano L'amour et la violence di Sébastien Tellier

## Tracce
1. L'amore e la violenza (feat. Paky, 8blevrai) – 4:06

## Classifiche
| Classifica (2022) | Posizione massima |
| ----------------- | ----------------- |
| Italia            | 80                |